# Nichola Town
Nichola Town — wioska w państwie Saint Kitts i Nevis, na północno-wschodnim wybrzeżu wyspy Saint Kitts. Jest stolicą parafii Christ Church Nichola Town.